# Plattsmouth
Plattsmouth és una població dels Estats Units a l'estat de Nebraska. Segons el cens del 2000 tenia 6.887 habitants.

## Demografia
Segons el cens del 2000, Plattsmouth tenia 6.887 habitants, 2.618 habitatges, i 1.780 famílies. La densitat de població era de 920,1 habitants per km².
Dels 2.618 habitatges en un 37,4% hi vivien nens de menys de 18 anys, en un 51,6% hi vivien parelles casades, en un 11,8% dones solteres, i en un 32% no eren unitats familiars. En el 27% dels habitatges hi vivien persones soles el 12% de les quals corresponia a persones de 65 anys o més que vivien soles. El nombre mitjà de persones vivint en cada habitatge era de 2,56 i el nombre mitjà de persones que vivien en cada família era de 3,1.
Per edats la població es repartia de la següent manera: un 29,1% tenia menys de 18 anys, un 8,8% entre 18 i 24, un 29,5% entre 25 i 44, un 18,8% de 45 a 60 i un 13,9% 65 anys o més.
L'edat mediana era de 33 anys. Per cada 100 dones de 18 o més anys hi havia 87 homes.
La renda mediana per habitatge era de 38.844 $ i la renda mediana per família de 43.425 $. Els homes tenien una renda mediana de 32.702 $ mentre que les dones 22.032 $. La renda per capita de la població era de 17.153 $. Aproximadament el 6,5% de les famílies i el 7% de la població estaven per davall del llindar de pobresa.

## Poblacions més properes
El següent diagrama mostra les poblacions més properes.